# Семеновське (Торжоцький район)
Семеновське (рос. Семёновское) — присілок в Торжоцькому районі Тверської області Російської Федерації.
Населення становить 379 осіб. Входить до складу муніципального утворення Борисцевське сільське поселення.

## Історія
Від 2005 року входить до складу муніципального утворення Борисцевське сільське поселення.

## Населення
| 1859 | 1884 | 1997 | 2002 | 2010 |
| ---- | ---- | ---- | ---- | ---- |
| 214  | ↗266 | ↗318 | ↗382 | ↘379 |